# Çà, bergers, assemblons-nous
Çà, bergers, assemblons-nous (= “Qua, pastori, raduniamoci”) è un tradizionale canto natalizio francese, adattamento di un canto del XVI secolo intitolato Où s'en vont ces gais bergers, ispirato al Vangelo di Luca, 2, 8 – 12, dove si parla dell'annuncio fatto ai pastori della Nascita di Gesù.

## Testo

### Testo moderno
Çà, bergers assemblons-nous

Allons voir le Messie

Cherchons cet enfant si doux

Dans les bras de Marie

Je l'entends, il nous appelle tous

Ô sort digne d'envie!
Laissons là tout le troupeau

Qu'il erre à l'aventure

Que sans nous sur ce coteau

Il cherche sa pâture

Allons voir dans un petit berceau

L'auteur de la nature
Çà, bergers assemblons-nous

Allons voir le Messie

Cherchons cet enfant si doux

Dans les bras de Marie

Je l'entends, il nous appelle tous

Ô sort digne d'envie
Que l'hiver par ses frimas

Ait endurci la plaine

S'il croit arrêter nos pas

Cette espérance est vaine

Quand on cherche un Dieu rempli d'appas

On ne craint point la peine
Çà, bergers assemblons-nous

Allons voir le Messie

Cherchons cet enfant si doux

Dans les bras de Marie

Je l'entends, il nous appelle tous

Ô sort digne d'envie!

### Testo in antico francese
Ensemble coste à coste

Nous allons voir Jésus-Christ

Né dedans une grotte;

Où est-il le petit nouveau-né,

Le verrons-nous encore ?
Pour venir avecques nous

Margote se descrotte;

Jeanneton n'y peut venir

Elle fait de la sotte :

Où est-il...
Disant qu'elle a mal au pied

Elle veut qu'on la porte,

Robin en ayant pitié

A appresté sa hotte,

Où est-il...
Tant ont fait les bons bergers

Qu'ils ont veu cette grotte,

En l'estable où n'y avait

Ni fenestre ni porte

Où est-il...
Ils sont tous entrés dedans

D'une âme très dévote

Là ils ont veu le Seigneur

Dessus la chèvenotte.

Où est-il...